# Sophie Nélisse
Marie-Sophie Nélisse, född den 27 mars 2000 i Windsor, Ontario, är en kanadensisk skådespelare.
Nélisse har franskt påbrå och talar flytande franska och engelska. Familjen flyttade till Montreal när hon var fyra år gammal.
Nélisse fick sitt stora genombrott genom sin medverkan i filmen Monsieur Lazhar 2011. 2013 spelade hon huvudrollen som Liesel Meminger i filmen Boktjuven. Hon spelar även rollen som unga Shauna i TV-serien Yellowjackets.

## Filmografi (i urval)
- 2011: Monsieur Lazhar
- 2012: Vertige (TV-serie)
- 2013: Boktjuven
- 2014: Pawn Sacrifice
- 2020: Flashwood
- 2020: The Kid Detective
- 2021–: Yellowjackets (TV-serie)